# Сезон ФК «Дніпро» (Дніпропетровськ) 2001—2002
Сезон ФК «Дніпро» (Дніпропетровськ) 2001—2002 — 11-ий сезон футбольного клубу «Дніпро» у футбольних змаганнях України. 

## Склад команди
| № | Поз. | Нац.    | Гравець               |
| - | ---- | ------- | --------------------- |
|   | ВР   | Україна | Артем Куслій          |
|   | ВР   | Україна | Микола Медін          |
|   | ВР   | Україна | Максим Старцев        |
|   | ЗХ   | Україна | Володимир Геращенко   |
|   | ЗХ   | Україна | Володимир Єзерський   |
|   | ЗХ   | Україна | Сергій Задорожний     |
|   | ЗХ   | Україна | Геннадій Козар        |
|   | ЗХ   | Україна | Роман Пасічниченко    |
|   | ЗХ   | Україна | Олександр Поклонський |
|   | ЗХ   | Україна | Богдан Шершун         |
|   | ПЗ   | Україна | Віталій Бєліков       |
|   | ПЗ   | Україна | Сергій Валяєв         |
|   | ПЗ   | Україна | Олександр Грицай      |

| № | Поз. | Нац.    | Гравець            |
| - | ---- | ------- | ------------------ |
|   | ПЗ   | Україна | Андрій Зубченко    |
|   | ПЗ   | Україна | Роман Максимюк     |
|   | ПЗ   | Україна | Геннадій Мороз     |
|   | ПЗ   | Україна | Сергій Назаренко   |
|   | ПЗ   | Україна | Валентин Полтавець |
|   | ПЗ   | Україна | Руслан Ротань      |
|   | ПЗ   | Україна | Олег Шелаєв        |
|   | НП   | Росія   | Сергій Косілов     |
|   | НП   | Україна | Володимир Мазяр    |
|   | НП   | Україна | Віталій Мінтенко   |
|   | НП   | Україна | Юрій Слабишев      |
|   | НП   | Україна | Андрій Спєвак      |

## Чемпіонат України

### Календар чемпіонату України
| Тур | Команда                         | Рахунок     | Тур | Команда              | Рахунок     | Тур | Команда                         | Рахунок     |
| --- | ------------------------------- | ----------- | --- | -------------------- | ----------- | --- | ------------------------------- | ----------- |
| 1   | «Ворскла»                       | 1:2Протокол | 11  | «Металург» (Донецьк) | 2:0Протокол | 17  | «Арсенал»                       | 0:1Протокол |
| 2   | «Закарпаття»                    | 0:0Протокол | 12  | «Карпати»            | 0:1Протокол | 18  | «Металіст»                      | 0:1Протокол |
| 3   | «Динамо»                        | 0:0Протокол | 13  | «Кривбас»            | 3:3Протокол | 19  | «Металург» (Запоріжжя)          | 2:1Протокол |
| 4   | «Шахтар»                        | 1:0Протокол |     |                      |             | 20  | «Таврія»                        | 2:1Протокол |
| 5   | «Поліграфтехніка» (Олександрія) | 0:0Протокол |     |                      |             | 21  | «Металург» (Маріуполь)          | 3:1Протокол |
| 6   | «Металург» (Маріуполь)          | 0:0Протокол |     |                      |             | 22  | «Поліграфтехніка» (Олександрія) | 2:6Протокол |
| 7   | «Таврія»                        | 0:2Протокол |     |                      |             | 23  | «Шахтар»                        | 0:1Протокол |
| 8   | «Металург» (Запоріжжя)          | 0:0Протокол | 14  | «Кривбас»            | 2:0Протокол | 24  | «Динамо»                        | 1:0Протокол |
| 9   | «Металіст»                      | 3:0Протокол | 15  | «Карпати»            | 0:0Протокол | 25  | «Закарпаття»                    | 2:0Протокол |
| 10  | «ЦСКА»                          | 2:0Протокол | 16  | «Металург» (Донецьк) | 2:0Протокол | 26  | «Ворскла»                       | 2:0Протокол |

Примітка

Блакитним кольором виділені домашні ігри.

### Турнірна таблиця
| Місце | Команда                | Ігор | В  | Н | П  | РМ    | Очок |
| ----- | ---------------------- | ---- | -- | - | -- | ----- | ---- |
| 1     | «Шахтар»               | 26   | 20 | 6 | 0  | 49-10 | 66   |
| 2     | «Динамо»               | 26   | 20 | 5 | 1  | 62-9  | 65   |
| 3     | «Металург» (Донецьк)   | 26   | 12 | 6 | 8  | 38-28 | 42   |
| 4     | «Металіст»             | 26   | 11 | 7 | 8  | 35-36 | 40   |
| 5     | «Металург» (Запоріжжя) | 26   | 11 | 7 | 8  | 25-22 | 40   |
| 6     | «Дніпро»               | 26   | 11 | 7 | 8  | 30-20 | 40   |
| 7     | «Таврія»               | 26   | 8  | 6 | 12 | 27-36 | 30   |

## Кубок України

### Виступи
| Раунд      | Команда           | Рахунок                          |
| ---------- | ----------------- | -------------------------------- |
| 1/8 фіналу | ПФК «Олександрія» | 2:0Протокол 1:2Протокол          |
| 1/4 фіналу | «Арсенал»         | 0:0(пен.4:3)Протокол 0:0Протокол |
| 1/2 фіналу | «Шахтар»          | 0:2Протокол 2:1Протокол          |

## Кубок УЄФА

### Виступи
| Раунд       | Команда      | ДМ  | ВМ  | Загальний рахунок |
| ----------- | ------------ | --- | --- | ----------------- |
| 1/64 фіналу | «Фіорентина» | 0:0 | 2:1 | 1:2               |